# ستون خبری
ستون خبری (به انگلیسی: Newsfront) یک فیلم درام استرالیایی محصول سال ۱۹۷۸ به کارگردانی فیلیپ نویس با بازی بیل هانتر، وندی هیوز، کریس هیوود و برایان براون است. فیلم در لوکیشن سیدنی، نیو ساوت ولز، استرالیا فیلمبرداری شده‌است. این فیلم با ترکیب بسیاری از فیلم‌های واقعی خبری، به صورت سیاه‌وسفید و رنگی گرفته شده‌است.
این فیلم در سال ۱۹۷۸ در جشنواره کن نمایش داده شد و محبوبیت خود را نشان داد. شرکت فیلم نیو ساوت ولز اصرار داشت که هفت دقیقه از فیلم برای اکران خارج از کشور سانسور شود.

## داستان
فیلم دربارهٔ فیلمبرداران فیلم خبری و کارکنان تولید است که برای گرفتن فیلم دست به هر کاری می‌زنند. این فیلم بین سال‌های ۱۹۴۸ و ۱۹۵۶، زمانی که تلویزیون به استرالیا معرفی شد، اتفاق می‌افتد، این فیلم سرنوشت دو برادر، ماجراجویی‌ها و ماجراجویی‌های آنها را در چارچوب تغییرات اجتماعی و سیاسی گسترده در زادگاهشان استرالیا و همچنین بلایای طبیعی دنبال می‌کند. لن مگوایر از نظر قانون اساسی در برابر تغییر مقاومت می‌کند، در حالی که برادر کوچکترش فرانک مگوایر از هرگونه تغییر در زندگی خود و دنیای اطرافش استقبال می‌کند.
رویدادهایی که در این فیلم پوشش داده شده عبارتند از بازگشت رابرت منزیس به عنوان نخست‌وزیر استرالیا، رفراندوم ۱۹۵۱ برای ممنوعیت حزب کمونیست، مهاجرت پس از جنگ به استرالیا، مبارزه با طاعون خرگوش، محاکمه قابلیت اطمینان Redex، سیل در دره هانتر در سال ۱۹۵۵ و معرفی تلویزیون در استرالیا در سال ۱۹۵۶.